# Monica Semedo

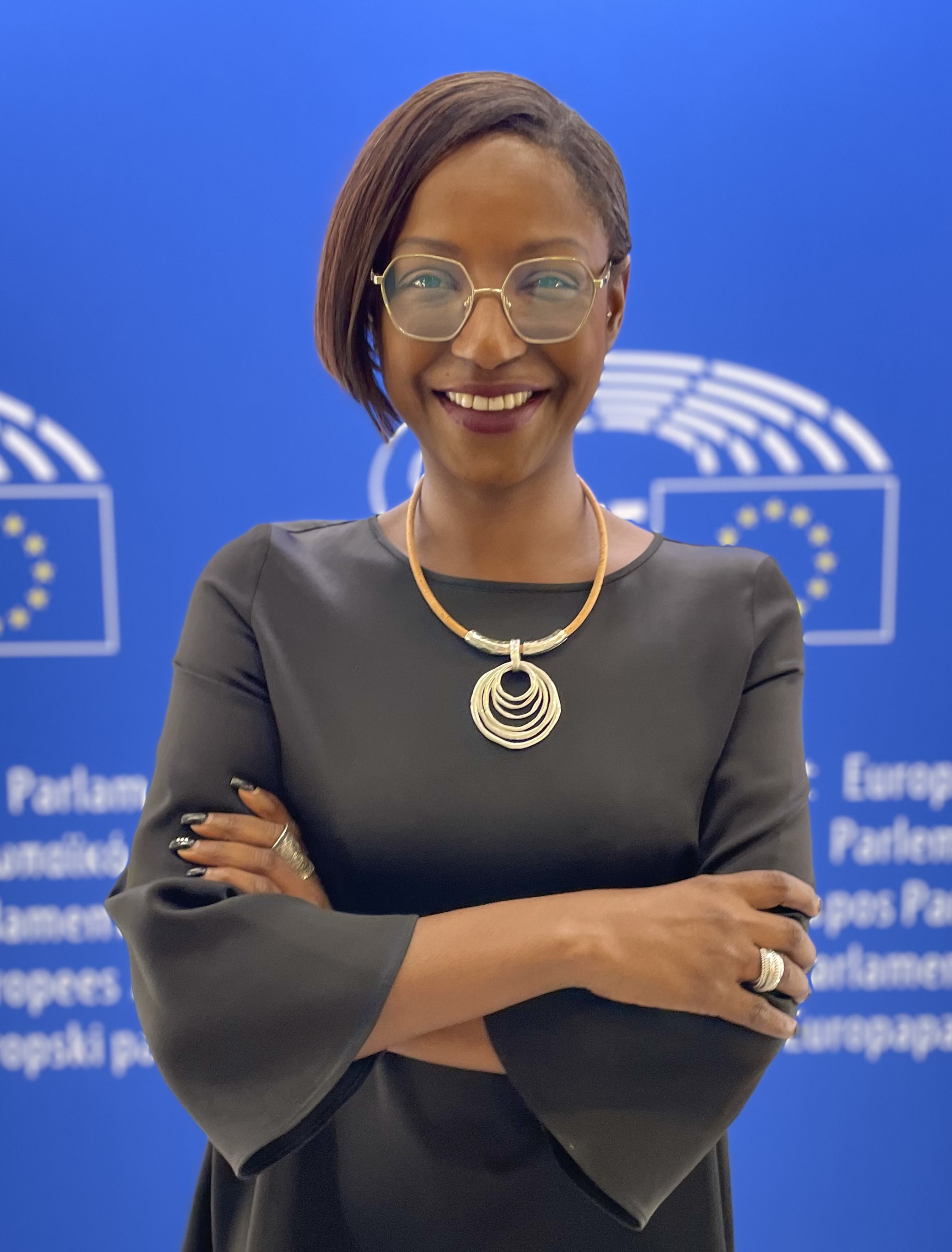
2024

Monica Semedo (* 15. Juni 1984 in Grevenmacher) ist eine luxemburgische Politikerin (Fokus (Luxemburg); bis Januar 2021 Demokratesch Partei) und ehemalige Fernsehmoderatorin. Vom 2. Juli 2019 bis zum 15. Juli 2024 war sie Mitglied des Europäischen Parlaments der Allianz der Liberalen und Demokraten für Europa (ALDE) in der Fraktion Renew Europe.

## Leben
Semedos Eltern stammen aus Kap Verde und kamen in den 1970er-Jahren auf Arbeitssuche nach Luxemburg. Als 4-Jährige wurde sie bei einem Gesangswettbewerb von Jang Linster entdeckt, mit dem sie 1994 das Album Léiwe Kleeschen aufnahm. Für das Kulturjahr 1995 erschien das Album Jiddereen huet eppes –zesummen hu mer vill. Im selben Jahr kam auch das Album Jiddereen kritt en Ee an wien mat séngt kritt der zwee heraus. Sie besuchte bis 2003 das Lycée de Garçons de Luxembourg, an der Universität Trier schloss sie 2015 ein Studium der Politikwissenschaften als Master ab.
Ab 1996 war sie für den Fernsehsender RTL Télé Lëtzebuerg als Moderatorin tätig, als Jugendliche präsentierte sie die Kindersendung Häppi Diwwi, später die Wettervorhersagen sowie die Sendungen Planet RTL und Planet Hits. Im Mai 2018 kündigte sie bei RTL um bei der Kammerwahl 2018 im Oktober für die Demokratesch Partei zu kandidieren, erhielt jedoch kein Mandat. Seit 2019 ist sie als Kommunikationsmanagerin und Assistentin der Geschäftsführung im Finanzsektor tätig.
Nach der Europawahl in Luxemburg 2019 wurde sie neben Charles Goerens in der mit 2. Juli 2019 beginnenden 9. Wahlperiode des Europäischen Parlamentes volles Mitglied im Ausschuss für Beschäftigung und soziale Angelegenheiten (EMPL) sowie stellvertretendes Mitglied im Ausschuss für Wirtschaft und Währung (ECON) für die Allianz der Liberalen und Demokraten für Europa (ALDE) in der Fraktion Renew Europe.
Im Januar 2021 wurde sie von EU-Parlamentspräsident David Sassoli für 15 Tage von ihren Aufgaben als EU-Abgeordneter suspendiert, ihr wurde psychische Belästigung ihrer Assistenten vorgeworfen. Am 26. Januar 2021 gab sie ihren Austritt aus der Demokratischen Partei (DP) bekannt. Im April 2023 wurden ihr vom EU-Parlament zehn Tagessätze gestrichen.
Am 23. Februar 2024, gab die Partei Fokus bekannt, dass Monica Semedo der Partei beigetreten ist und auf der Liste der Partei bei der Europawahl 2024 antreten wird. Nach der Wahl schied sie im Juli 2024 aus dem EU-Parlament aus.